# España en la Copa Mundial de Fútbol de 1990
España en la Copa Mundial de Fútbol de 1990, la selección de España fue uno de los 24 países participantes de la Copa Mundial de Fútbol de 1990, realizada en Italia. El seleccionado español clasificó a la cita de Italia, gracias a que superó en el grupo 6, a las selecciones de República de Irlanda (equipo que también clasificó a la cita de Italia), Hungría, Irlanda del Norte y Malta.

## Clasificación

### Grupo 6
|                   | PJ | PG | PE | PP | GF | GC | Dif | Pts |
| ----------------- | -- | -- | -- | -- | -- | -- | --- | --- |
| España            | 8  | 6  | 1  | 1  | 20 | 3  | +17 | 13  |
| Irlanda           | 8  | 5  | 2  | 1  | 10 | 2  | +8  | 12  |
| Hungría           | 8  | 2  | 4  | 2  | 8  | 12 | -4  | 8   |
| Irlanda del Norte | 8  | 2  | 1  | 5  | 6  | 12 | -6  | 5   |
| Malta             | 8  | 0  | 2  | 6  | 3  | 18 | -15 | 2   |

|                              | Bandera de Hungría | Bandera de Malta | Bandera de Irlanda del Norte | Bandera de Irlanda | Bandera de España |
| ---------------------------- | ------------------ | ---------------- | ---------------------------- | ------------------ | ----------------- |
| Bandera de Hungría           | –                  | 1 – 1            | 1 – 0                        | 0 – 0              | 2 – 2             |
| Bandera de Malta             | 2 – 2              | –                | 0 – 2                        | 0 – 2              | 0 – 2             |
| Bandera de Irlanda del Norte | 1 – 2              | 3 – 0            | –                            | 0 – 0              | 0 – 2             |
| Bandera de Irlanda           | 2 – 0              | 2 – 0            | 3 – 0                        | –                  | 1 – 0             |
| Bandera de España            | 4 – 0              | 4 – 0            | 4 – 0                        | 2 – 0              | –                 |

## Jugadores
Entrenador:  Luis Suárez
| No. | Pos. | Jugador                | Fecha de nacimiento (edad)         | Apa. | Club            |
| --- | ---- | ---------------------- | ---------------------------------- | ---- | --------------- |
| 1   | POR  | Andoni Zubizarreta     | 23 de octubre de 1961 (28 años)    | 49   | Barcelona       |
| 2   | DEF  | Chendo                 | 12 de octubre de 1961 (28 años)    | 22   | Real Madrid     |
| 3   | DEF  | Manolo Jiménez         | 21 de enero de 1964 (26 años)      | 13   | Sevilla         |
| 4   | DEF  | Genar Andrinua         | 9 de mayo de 1964 (26 años)        | 24   | Athletic Bilbao |
| 5   | DEF  | Manolo Sanchís         | 23 de mayo de 1965 (25 años)       | 30   | Real Madrid     |
| 6   | MED  | Martín Vázquez         | 25 de septiembre de 1965 (24 años) | 22   | Real Madrid     |
| 7   | DEL  | Miguel Pardeza         | 8 de febrero de 1965 (25 años)     | 4    | Real Zaragoza   |
| 8   | DEF  | Quique                 | 2 de febrero de 1965 (25 años)     | 11   | Valencia        |
| 9   | DEL  | Emilio Butragueño      | 22 de julio de 1963 (26 años)      | 49   | Real Madrid     |
| 10  | MED  | Fernando               | 11 de septiembre de 1965 (24 años) | 2    | Valencia        |
| 11  | MED  | Francisco Villarroya   | 6 de agosto de 1966 (23 años)      | 7    | Real Zaragoza   |
| 12  | DEF  | Rafael Alkorta         | 16 de septiembre de 1968 (21 años) | 1    | Athletic Bilbao |
| 13  | POR  | Juan Carlos Ablanedo   | 2 de septiembre de 1963 (26 años)  | 2    | Sporting Gijón  |
| 14  | DEF  | Alberto Górriz         | 16 de febrero de 1958 (32 años)    | 8    | Real Sociedad   |
| 15  | MED  | Roberto                | 5 de julio de 1962 (27 años)       | 22   | Barcelona       |
| 16  | MED  | José Mari Bakero       | 11 de febrero de 1963 (27 años)    | 11   | Barcelona       |
| 17  | MED  | Fernando Hierro        | 23 de marzo de 1968 (22 años)      | 2    | Real Madrid     |
| 18  | MED  | Rafa Paz               | 2 de agosto de 1965 (24 años)      | 3    | Sevilla         |
| 19  | DEL  | Julio Salinas          | 11 de septiembre de 1962 (27 años) | 26   | Barcelona       |
| 20  | DEL  | Manolo                 | 17 de enero de 1965 (25 años)      | 13   | Atlético Madrid |
| 21  | MED  | Míchel                 | 23 de marzo de 1963 (27 años)      | 44   | Real Madrid     |
| 22  | POR  | José Manuel Ochotorena | 16 de enero de 1961 (29 años)      | 1    | Valencia        |

## Participación

### Primera fase

#### Grupo E
| Equipo        | Pts | PJ | PG | PE | PP | GF | GC | Dif |
| ------------- | --- | -- | -- | -- | -- | -- | -- | --- |
| España        | 5   | 3  | 2  | 1  | 0  | 5  | 2  | 3   |
| Bélgica       | 4   | 3  | 2  | 0  | 1  | 6  | 3  | 3   |
| Uruguay       | 3   | 3  | 1  | 1  | 1  | 2  | 3  | -1  |
| Corea del Sur | 0   | 3  | 0  | 0  | 3  | 1  | 6  | -5  |

| 13 de junio de 1990, 17:00 | Uruguay | 0:0     | España | Stadio Friuli, Údine                                              |                                                                   |
|                            |         | Reporte |        | Asistencia: 35.713 espectadores Árbitro(s): Helmut Kohl (Austria) | Asistencia: 35.713 espectadores Árbitro(s): Helmut Kohl (Austria) |

| 17 de junio de 1990, 21:00 | Corea del Sur | 1:3 (1:1) | España               | Stadio Friuli, Údine                                               |                                                                    |
|                            | Hwangbo 43'   | Reporte   | Míchel 23', 61', 81' | Asistencia: 32.733 espectadores Árbitro(s): Elías Jácome (Ecuador) | Asistencia: 32.733 espectadores Árbitro(s): Elías Jácome (Ecuador) |

| 21 de junio de 1990, 17:00 | Bélgica      | 1:2 (1:2) | España                         | Stadio Marcantonio Bentegodi, Verona                                        |                                                                             |
|                            | Vervoort 29' | Reporte   | Míchel 26' (pen.) · Gorriz 38' | Asistencia: 35.950 espectadores Árbitro(s): Juan Carlos Loustau (Argentina) | Asistencia: 35.950 espectadores Árbitro(s): Juan Carlos Loustau (Argentina) |

### Octavos de final
| 26 de junio de 1990, 13:00 | España      | 1:2 (1:1,0:0) (t. s.) | Yugoslavia         | Stadio Marcantonio Bentegodi, Verona                                    |                                                                         |
|                            | Salinas 84' | Reporte               | Stojković 78', 93' | Asistencia: 35.500 espectadores Árbitro(s): Aron Schmidhuber (Alemania) | Asistencia: 35.500 espectadores Árbitro(s): Aron Schmidhuber (Alemania) |